# Вејнсвил (Илиноис)
Вејнсвил (енгл. Waynesville) град је у америчкој савезној држави Илиноис.

## Демографија
По попису из 2010. године број становника је 434, што је 18 (-4,0%) становника мање него 2000. године.
| Група             | 2000.       | 2010.       |
| Белци             | 446 (98,7%) | 433 (99,8%) |
| Афроамериканци    | 3 (0,7%)    | 0 (0,0%)    |
| Азијати           | 0 (0,0%)    | 0 (0,0%)    |
| Хиспаноамериканци | 0 (0,0%)    | 0 (0,0%)    |
| Укупно            | 452         | 434         |